# 江中·扎西多吉
江中·扎西多吉（藏語：ལྕང་གྲོང་བཀྲ་ཤིས་རྡོ་རྗེ，威利转写：lcang grong bkra shis rdo rje，1925年—）藏族，西藏则拉（今米林县）人。原西藏噶厦官员，中华人民共和国政治人物。

## 生平
他曾担任西藏噶厦工布江达宗宗本。1956年以后，历任西藏自治区筹备委员会塔工基巧办事处办公室主任，林芝专署副专员，拉萨市副市长，西藏自治区农牧厅副厅长，西藏自治区第三届政协副主席，西藏自治区第四、五届人大常委会副主任。